# Wildenspring
Wildenspring è una frazione della città tedesca di Großbreitenbach.

## Storia
Il 1º gennaio 2019 il comune di Wildenspring venne soppresso e aggregato alla città di Großbreitenbach.